# Astro小太阳
Astro小太阳为马来西亚Astro拥有以华语播放的儿童节目隨選視訊频道，节目类型包括歌唱舞蹈、语文学习、数理常识和卡通，主要對象為4至14岁的孩子。从2023年9月4日起，该频道将转为隨選視訊服务并将部分节目迁移至Astro AEC播出，Astro小太阳电视频道正式停播。
经过15年的开播，Astro小太阳于2023年9月4日永久停播。现在，它已成为点播频道，该频道的内容将通过Astro AEC 306频道（小太阳儿童时段@AEC）播出，每周一至周五上午10:00-11:00 /（重播）下午5:30-6:30和周六上午10:00-10:30 /（重播）下午6:00-6:30。

## 节目内容
Astro小太阳主要播放儿童节目（以中国大陆湖南广播电视台金鹰卡通卫视、央视少儿、台湾東森幼幼台、momo親子台及公视、新加坡新传媒8频道的节目、动画则来自中国大陆、韩国），主题包括亲子、益智和学习等。

## 主持人
- 甄渝潼（小潼）
- 符涵芊 (小涵）
- 钟丽雯（小可）